# ProDG
Il ProDG (Pro Deutschsprachige Gemeinschaft) è un partito politico regionale belga di centro-destra, attivo nella Comunità germanofona del Belgio.
Fondato il 13 giugno 2008 su iniziativa di Oliver Paasch, assorbì il Partito dei Belgi Germanofoni (Partei der Deutschsprachigen Belgier - PJU/PDB, ove PJU sta per Parteilos Jugendliche Unabhängige, ossia Apartitici Giovani Indipendenti).

## Storia
Il partito si presentò per la prima volta alle elezioni europee del 2009 e alle contestuali elezioni regionali. A livello regionale si presentò in coalizione con il Partito Socialista e il Partito per la Libertà e il Progresso, riuscendo ad eleggere 4 dei 25 membri del Parlamento della comunità e partecipando anche al governo locale con 2 ministri.
Alle successive elezioni regionali del 2014 venne riproposta la coalizione del 2009, ma con la ProDG come formazione leader. I risultati del partito ne affermarono la crescita, riuscendo ad eleggere 6 membri al parlamento e portando il suo leader Oliver Paasch al ruolo di ministro presidente della comunità. Lo stesso risultato si ripeté anche in occasione delle elezioni regionali del 2019, mentre nelle contemporanee elezioni del Parlamento europeo il suo candidato si classificò al terzo posto all'interno della Circoscrizione germanofona.

## Risultati elettorali

### Parlamento della comunità
| Elezioni       | Voti  | %     | seggi  | Note                       |
| -------------- | ----- | ----- | ------ | -------------------------- |
| Regionali 2009 | 6.553 | 17,5% | 4 / 25 | In coalizione con PS e PFF |
| Regionali 2014 | 8.355 | 22,2% | 6 / 25 | In coalizione con PS e PFF |
| Regionali 2019 | 9.146 | 23,3% | 6 / 25 | In coalizione con PS e PFF |

### Parlamento europeo
| Elezioni     | Voti  | %     | seggi |
| ------------ | ----- | ----- | ----- |
| Europee 2009 | 3.897 | 10,1% | 0 / 1 |
| Europee 2014 | 5.113 | 13,2% | 0 / 1 |
| Europee 2019 | 5.360 | 13,2% | 0 / 1 |